# Batalla de Cabo Bon (1941)
La batalla de Cabo Bon fue un enfrentamiento naval que tuvo lugar el 13 de diciembre de 1941, durante la Segunda Guerra Mundial. Una flotilla de destructores del Reino Unido atacó una fuerza naval italiana en las aguas próximas a Cabo Bon en Túnez, resultaron hundidos 2 cruceros ligeros italianos lo que povocó la muerte de 900 tripulantes. Las fuerzas aliadas no tuvieron pérdidas.

## Desarrollo
En diciembre del año 1941, una flotilla italiana formada por los cruceros ligeros Alberto da Giussano y Alberico da Barbiano y el torpedero Cigno, partió desde el puerto de Palermo en Sicilia. Su misión consistía en transportar a Libia más de 2 000 toneladas de fuel destinado a las fuerzas aéreas italianas que combatian en el norte de África.